# Arnaud Jouffroy
Pour les articles homonymes, voir Jouffroy.
Arnaud Jouffroy, né le 21 février 1990 à Senlis, est un coureur cycliste français. Il est spécialiste du cyclo-cross, discipline où il est champion du monde espoirs et juniors.

## Biographie
Il est sacré Champion de France de cyclo-cross quatre années de suite de 2006 à 2009 (en Cadets 2, Juniors 1, Juniors 2 puis Espoirs 1). Il remporte également la Coupe du monde juniors en 2007-2008, ainsi que le Championnat du monde juniors la même année. Il termine également deuxième du championnat d'Europe de cyclo-cross juniors 2007.
Fin 2009, il s'engage avec l'équipe belge BKCP-Powerplus, pour se concentrer principalement sur le cyclo-cross. Son déménagement en Belgique et sûrement la participation à trop de cyclo-cross, ne lui ont pas donné la satisfaction qu'il attendait sur le plan des résultats. Il participe à 5 courses en 9 jours avant les Championnats de France de cyclo-cross U23 à Liévin, où il se présente fatigué et affaibli par un gros rhume. Il finit deuxième au sprint derrière Matthieu Boulo. Mais en fin de saison, l'entraînement porte ses fruits ; il finit troisième du classement final de la Coupe du monde espoirs, et termine troisième des Championnats du monde de cyclo-cross, à Tábor.
Le 11 mars 2010, l'UCI annonce que les deux coureurs polonais, les frères Paweł et Kacper Szczepaniak respectivement sacrés champion du monde et vice-champion du monde espoirs de cyclo-cross, ont fait l'objet d'un contrôle positif à l'EPO après la course espoirs des championnats du monde de cyclo-cross 2010. Arnaud Jouffroy qui avait initialement terminé troisième, récupère le titre en mai 2010.
La saison 2010-2011 de cyclo-cross d'Arnaud Jouffroy est compliquée, du fait d'une blessure au genou. Il met un terme a sa saison dès le 20 décembre 2010. Il ne peut donc pas défendre son titre de champion du monde de cyclo-cross espoirs. Fin mai 2011, il s'engage pour deux ans avec l'équipe Telenet-Fidea.
À la suite de son absence de résultats, il met un terme à sa carrière en décembre 2013, à 23 ans. Il devient ensuite commercial.
En 2019, pour le plaisir, il fait son retour en compétition de cyclo-cross sous les couleurs de la Jouffroy Academy (ses propres couleurs). Parallèlement, il suit une formation au CREPS de Poitiers pour obtenir un DEJEPS et ouvrir la Jouffroy Academy, une école de cyclo-cross. Il est également ambassadeur pour la marque Orbea, ainsi que commentateur des cyclos-cross sur La chaîne L'Équipe. En tant qu'entraîneur de cyclo-cross, ses coureurs décrochent deux titres de champion de France en 2021 (Jarod Egéa-Garcia chez les cadets et Nathan Bommenel chez les juniors).

## Palmarès en cyclo-cross
| - 2005-2006 - Champion de France de cyclo-cross cadets - Vainqueur du Challenge la France cycliste de cyclo-cross cadets - 2006-2007 - Champion de France de cyclo-cross juniors - Vainqueur d'une manche de la Coupe du monde juniors (Hoogerheide) - 2007-2008 - Champion du monde de cyclo-cross juniors - Champion de France de cyclo-cross juniors - Coupe du monde juniors - 1er du classement général - Vainqueur de 4 manches (Kalmthout, Milan, Liévin et Hoogerheide) - Médaillé d'argent du championnat d'Europe de cyclo-cross juniors - 2008-2009 - Champion de France de cyclo-cross espoirs - Champion des Pays de la Loire de cyclo-cross espoirs - Vainqueur du Challenge la France cycliste de cyclo-cross espoirs - Challenge de la France cycliste 1, Montrevel-en-Bresse (U23) - Challenge de la France cycliste 2, Le Creusot (U23) - Challenge de la France cycliste 3, Quelneuc (U23) - 8e de la Coupe du monde espoirs | - 2009-2010 - Champion du monde de cyclo-cross espoirs - Trophée GvA espoirs #7, Grand Prix Sven Nys - 2e du championnat de France de cyclo-cross espoirs - 3e de la Coupe du monde espoirs - 8e du Trophée GvA espoirs - 2010-2011 - Trophée GvA espoirs #1 - Cyclo-cross de la Citadelle, Namur - 2011-2012 - Side Event espoirs - Cyclo-cross de la Citadelle, Namur - 4e du championnat du monde de cyclo-cross espoirs |  |

## Palmarès sur route

### Par années
- 2008
  - Tour de Toscane juniors
  - Tour de l'Abitibi
- 2009
  - Circuit du Mené :
    - Classement général
    - 1re étape (contre-la-montre)

  - 2e étape b du Tour de la Martinique

### Classements mondiaux
| Année                                 | 2009  |
| ------------------------------------- | ----- |
| UCI Europe Tour                       | 1201e |
| UCI America Tour                      | 247e  |
|                                       |       |
| Légende : nc = non classéSource : UCI |       |

## Palmarès en VTT
- 2008
  -  Champion du monde par équipes (avec Jean-Christophe Péraud, Laurence Leboucher et Alexis Vuillermoz)
  -  Champion d'Europe par équipes (avec Jean-Christophe Péraud, Laurence Leboucher et Alexis Vuillermoz)
  -  Médaillé d'argent du championnat du monde de cross-country juniors